# Turtur abyssinicus
La tortora boschereccia becconero, tortora abissina o tortora smeraldina d’Abissinia (Turtur abyssinicus Sharpe, 1902) è un uccello della famiglia dei Columbidi diffuso nelle regioni nord-orientali, centrali e occidentali dell'Africa sub-sahariana.